# Hvar
Hvar (greacă: Pharos; latină: Pharus și Pharina; italiană: Lesina) este un oraș în cantonul Split-Dalmația, Croația, aflat pe insula Hvar din Marea Adriatică. Are o populație de 4.251 de locuitori (2011). Este centrul administrativ al insulei și este situat în partea de vest a insulei, în prezent are aproximativ 4.000 de locuitori. Orașul Hvar a fost, în secolele trecute, un importat centru economic și cultural.

## Demografie
Componența etnică a orașului Hvar
     Croați (94,99%)
     Sârbi (1,04%)
     Necunoscut (0,64%)
     Neclasificat (2,8%)
Componența confesională a orașului Hvar
     Catolici (83,02%)
     Fără religie și atei (6,85%)
     Agnostici și sceptici (1,62%)
     Musulmani (1,51%)
     Ortodocși (1,2%)
     Necunoscută (5,01%)
     Alte religii (0,66%)
Conform recensământului din 2011, orașul Hvar avea 4.251 de locuitori. Din punct de vedere etnic, majoritatea locuitorilor (94,99%) erau croați, cu o minoritate de sârbi (1,04%). Apartenența etnică nu este cunoscută în cazul a 0,64% din locuitori. Din punct de vedere confesional, majoritatea locuitorilor (83,02%) erau catolici, existând și minorități de persoane fără religie și atei (6,85%), agnostici și sceptici (1,62%), musulmani (1,51%) și ortodocși (1,2%). Pentru 5,01% din locuitori nu este cunoscută apartenența confesională.